# Élection présidentielle tchèque de 1993
L'élection présidentielle tchèque de 1993 au suffrage universel indirect a lieu le 26 janvier 1993, au cours de laquelle le Parlement élit le président pour la première fois de l'histoire de la République tchèque indépendante. Les candidats à l'élection étaient l'indépendant Václav Havel (ancien président de la Tchécoslovaquie), la candidate de gauche Marie Stiborová (en) et le nationaliste Miroslav Sládek (en).
Dès le premier tour de scrutin, Václav Havel est largement élu président de la République pour 5 ans, avec plus de 63% des voix.

## Système électoral
Le Président de la République tchèque est élu au suffrage indirect par le Parlement réuni en séance commune des deux chambres, la Chambre des députés et le Sénat. Tout candidat doit être présenté par au moins dix députés ou dix sénateurs.
L'élection se déroule au scrutin uninominal majoritaire à plusieurs tours, chaque tour étant organisé dans les quatorze jours suivant le précédent. Au premier tour, un candidat doit pour être élu recevoir les voix de la majorité absolue des députés et des sénateurs, séparément et sur la base de l'ensemble de des membres de chacune des chambres. Soit 101 voix sur 200 à la chambre des députés, et 41 voix sur 81 au Sénat.
Si aucun candidat ne réunit ces deux majorités, un second tour est organisé entre le candidat arrivé en tête à la chambre des députés, et celui arrivé en tête au Sénat. Si deux candidats sont arrivés ex æquo en tête, ils sont départagés en comptant l'ensemble de leurs voix dans les deux chambres. Au cours de ce second tour, la majorité requise est abaissée à la majorité absolue des députés présents, toujours dans chacune des deux chambres.
Si toujours aucun candidat n'est élu, un troisième tour est organisé entre les deux mêmes candidats. Est alors élu le candidat réunissant la majorité absolue du total réuni des députés et sénateurs présents. En cas d'échec, une nouvelle élection est convoquée et le processus électoral repris depuis le début.